# Przygody barona Münchausena (film 1929)
Przygody barona Münchausena (ros. Похождения Мюнхгаузена) – radziecki czarno-biały film animowany w reżyserii Daniiła Czerkiesa. Film niemy oparty na motywach powieści Rudolfa Ericha Raspe Przygody barona Münchhausena. Jeden z pierwszych radzieckich filmów animowanych będący adaptacją klasycznych bajek.

## Animatorzy
Daniił Czerkies, Iwan Iwanow-Wano, Wiera Walierinowa, Władimir Sutiejew